# 1936 a tudományban
Az 1936. év a tudományban és a technikában.

## Díjak
- Nobel-díjak
  - Fizikai Nobel-díj: Victor Franz Hess, Carl David Anderson
  - Fiziológiai és orvostudományi Nobel-díj: Henry Hallett Dale, Otto Loewi
  - Kémiai Nobel-díj: Peter Debye

## Születések
- január 10. – Robert Woodrow Wilson Nobel-díjas amerikai fizikus
- január 27. – Samuel C. C. Ting Nobel-díjas (megosztva) kínai-amerikai fizikus
- január 27. – Barry Barish amerikai fizikus
- február 29. – Jack Lousma amerikai űrhajós
- március 11. – Harald zur Hausen Nobel-díjas (megosztva) német virológus
- március 17. – Thomas Mattingly amerikai űrhajós
- április 6. – Jean-Pierre Changeux francia neurobiokémikus
- május 21. – Günter Blobel Nobel-díjas német-amerikai biokémikus, sejtbiológus († 2018)
- július 4. – Ralph Abraham amerikai matematikus
- szeptember 2. – Andrew Grove magyar származású mérnök, kémikus, az Intel cég társalapítója († 2016)
- szeptember 14. – Ferid Murad Nobel-díjas (megosztva) amerikai biokémikus, farmakológus
- október 10. – Gerhard Ertl Nobel-díjas német fizikus, professor emeritus
- december 23. – Peter Hammer romániai származású amerikai matematikus († 2006)

## Halálozások
- január 7. 889 – Lambrecht Kálmán magyar paleontológus (* 1889)
- január 29. – Kabay János, a morfiumot közvetlenül mákból előállító eljárás feltalálója, a magyarországi morfingyártás atyja, a bűdszentmihályi (később: tiszavasvári) Alkaloida Vegyészeti Gyár alapítója[1] (* 1896)
- február 27. – Ivan Petrovics Pavlov Nobel-díjas orosz fiziológus, nevéhez fűződik a feltételes reflex működésének leírása (* 1849)
- április 8. – Bárány Róbert magyar származású Nobel-díjas osztrák orvos, egyetemi tanár (* 1876)
- április 27. – Karl Pearson angol matematikai statisztikus, a modern statisztika alapjainak megteremtője (* 1857)
- augusztus 2. – Louis Blériot francia mérnök, konstruktőr, pilóta, a repülés egyik úttörője (* 1872)
- szeptember 7. – Grossmann Marcell magyarországi születésű svájci matematikus (* 1878)
- szeptember 30. – Ilosvay Lajos kémikus, a Magyar Tudományos Akadémia alelnöke (* 1851)
- december 18. – Andrija Mohorovičić horvát meteorológus, geofizikus. A földkéreg és a földköpeny közötti határ, a később róla elnevezett Mohorovičić-felület felfedezője (* 1857)